# Pulgão-do-cipreste
Pulgão-do-cipreste (nome científico: Cinara cupressi) é um pulgão acastanhado de corpo mole. Suga a seiva dos galhos das coníferas, podendo causar danos à árvore, que vão desde a descoloração do galho afetado até a morte da árvore. Este insecto parece ter origem no Oriente Médio e tem aumentado sua distribuição e é considerado uma espécie invasora em África e na Europa. Foi incluído na 100 das espécies exóticas invasoras mais daninhas do mundo.

## Taxonomia
Várias espécies de pulgões foram descritas em ciprestes e árvores relacionadas em várias partes do mundo. Na América do Norte, são Cinara canadensis em Juniperus virginiana, Cinara sabinae em Juniperus sabina e Cinara cupresi em espécies de cupressáceas (Cupressaceae) na América do Norte. O pulgão-do-cipreste também foi descrito em cupressáceas no Reino Unido. A espécie Lachnus juniperinus foi descrita da Polônia em Juniperus communis e Thuja occidentalis, mas todas essas espécies já foram sinonimizadas com o pulgão-do-cipreste por muitos autores. O inseto na Europa e no Oriente Médio foi descrito como C. cupressi, o da África como C. cupressivora, enquanto o da América do Norte foi descrito como C. sabinae. Essas espécies não são separáveis usando apenas caracteres morfológicos, e a determinação se são espécies válidas aguarda evidências moleculares. Enquanto isso, o CABI Invasive Species Compendium inclui todos eles sob C. cupresi "sensu lato" (no sentido mais amplo).

## Descrição
O pulgão-do-cipreste é um inseto pequeno, de corpo mole, atingindo comprimentos entre 1,8 e 3,9 milímetros (0,07 e 0,15 polegada) no caso das fêmeas ápteras (sem asas). É alaranjado a castanho-amarelado com manchas pretas, ligeiramente polvilhado na superfície dorsal com cera cinzenta pálida. No tórax as faixas pretas são longitudinais, mas são transversais no abdome com uma mancha mais preta bem maior entre os sifúnculos. Todo o inseto está vestido com pelos curtos e finos. A fêmea alada (alada) tem tórax enegrecido, sifúnculos pretos proeminentes e asas membranosas.

## Distribuição
Parece que este pulgão pode ter se originado no leste da Grécia e ao sul do Mar Cáspio, sendo Cupressus sempervirens o hospedeiro original. No entanto, é uma espécie invasora e agora é encontrada em muitas outras partes do mundo. Na Europa chegou à Itália em 1978, Bélgica e França em 1980, Bulgária em 1988 e Portugal em 1996. Populações em diferentes partes têm preferências regionais em espécies hospedeiras, sendo registradas na Europa em várias espécies de Cupressus, Juniperus scopulorum, Juniperus virginiana, Thuja occidentalis e Thuja plicata. No Oriente Médio, chegou a Israel em 1980, Jordânia em 1987 e Iêmem em 1999. Na África, chegou ao Malaui em 1986, no Quênia e no Zimbábue em 1990, na África do Sul em 1993 e na Líbia e no Marrocos em 1994. Estava presente na Colômbia na América do Sul em 1991 e em 2000 já havia chegado ao Brasil.

## Ciclo da vida
Em climas mais frios, machos alados e fêmeas sexuais são produzidos no outono, com ovos sendo colocados em fendas na casca para hibernar. Em climas mais quentes, as fêmeas sem asas produzem ninfas assexuadamente por partenogênese durante todo o ano. Na Itália, ocorrem até 12 gerações por ano, insetos individuais vivendo por cerca de 22 dias e tendo uma média de 23 descendentes. A fecundidade é maior em temperaturas mais altas. Periodicamente, formas aladas são produzidas como resultado de superlotação ou outros fatores ambientais. Estes podem voar fortemente e podem ser carregados pelo vento por distâncias consideráveis para infestar novas árvores hospedeiras.

## Ecologia
Esses pulgões são bem camuflados e as fêmeas sem asas tendem a se agregar. Eles são encontrados em pequenos galhos verdes, galhos marrons mais velhos e pequenos galhos lenhosos. Eles preferem locais sombreados nas partes mais baixas do dossel, às vezes atingindo densidades de 80 insetos por 10 centímetros de galho. Os insetos se alimentam empurrando suas partes bucais na casca e sugando a seiva. Sua saliva causa uma reação fitotóxica no tecido floema do galho que se torna necrótico. Com a seiva não atingindo as pontas dos galhos, eles podem murchar. O excesso de fluido sugado pelos pulgões é secretado pelos pulgões como melada, na qual a fuligem geralmente se desenvolve e atrai formigas. As formigas às vezes carregam ninfas de pulgões para outras partes da árvore que, assim, ficam infestadas. Quando o tempo fica quente, os pulgões descem para o chão para evitar o calor.

## Danos e controle
Ataques leves causam descoloração e morte dos brotos, enquanto infestações graves podem matar a árvore. O tratamento para matar os pulgões precisa ser realizado em um estágio inicial da infestação antes que as populações se acumulem. Pode ser realizado em sebes ou árvores ornamentais, mas é impraticável para árvores de grande porte, em florestas e plantações. Os pulgões podem ser vetor ao cancro de cipreste, uma doença fúngica que pode causar morte e morte de ciprestes. Uma espécie particularmente suscetível aos danos causados pelos pulgões é o cipreste-português (Cupressus lusitanica), que é amplamente cultivado no Quênia como plantação. Os inimigos naturais do pulgão incluem vespas parasitoides do gênero Pauesia, e algumas delas foram consideradas para uso no controle biológico de pragas.